# Томас Грийниъс
Томас Грийниъс (на английски: Thomas George Greanias) е американски писател на бестселъри в жанра трилър.

## Биография и творчество
Томас Грийниъс е роден на 19 февруари 1965 г. в Уилмет, Илинойс, САЩ. Завършва гимназия „Триер“ в Уинетка, Илинойс през 1983 година, а през 1987 г. завършва Северозападния университет с бакалавърска и магистърска степен по журналистика и награда за високи академични постижения. Докато е все още в колежа, той започва да работи като кореспондент в ефир от Вашингтон за телевизионните филиали на NBC.
След завършването си Грийниъс продължава работата си като журналист, сценарист и медиен експерт. Основава в Лос Анжелис, и става главен изпълнителен директор на компанията „Thomas Greanias Entertainment“ в сферата на развитието, производството и финансирането на медиите.
Първият му роман „Мисията Атлантида“ е публикуван през 2005 г. Той е първият от трилогията трилъри „Атлантида“, в който герои са археолога Конрад Йейтс и бившата монахиня и отличен лингвист Серена Сергети, които разследват тайнствени артефакти и глобални заплахи. Романите са в списъка на бестселърите на „Ню Йорк Таймс“.
През 2010 г. издава политическия трилър „The War Cloud“ за министърката на образованието, която става президент след кибер атака.
Същата година публикува първия роман от серията „Сам Декър“. Декър е 35-годишен израелски агент за борба с тероризма, който и в настоящето и в миналото се бори със заплахите от световно унищожение и разкрива вековни загадки. Вторият трилър „The 34th Degree“ (34-тата степен) излиза през 2011 г.
През 2012 г. публикува трилогията „Доминус Дей“ за разследваните от Анастасий конспирации на сектата в древния Рим през 1 век и заговорът и да завладее света.
От 2000 г. е партньор в компанията „@lantis Interactive, Inc.“, която е стратегическа медийна консултантска фирма съветваща над 50 големи компании, Холивудски студии и кабелни мрежи, правителствени и нестопански организации.
От 2012 г. е президент на компанията „@lantis Media Corp.“ в Сиатъл, Вашингтон, която работи в областта на дигиталните медийни проекти, мобилни устройства, и компютърни игри.
Книгите на Томас Грийниъс са преведени на десет езика и се продават в 75 страни по света. Той е един от лидерите в дигиталната литература и един от авторите на най-продаваните аудио-книги.
Той живее със съпругата си Лора Джейн, редактор на първа страница в „Лос Анджелис Таймс“, и двамата им сина в Бевърли Хилс, Калифорния. В свободното си време се занимава с бягане, туризъм и срещи с приятели.

## Произведения

### Самостоятелни романи
- The War Cloud, 2010

### Серия „Атлантида“ (Atlantis)
1. Мисията Атлантида, Raising Atlantis, 2005
2. Пророчеството Атлантида, The Atlantis Prophecy, 2006
3. The Atlantis Revelation, 2009

### Серия „Сам Декър“ (Sam Deker)
1. The Promised War, 2010
2. The 34th Degree, 2011
3. Dominus Dei (2012)

### Серия „Доминус Дей“ (Dominium Dei)
1. The Chiron Confession, 2012
2. Wrath of Rome, 2012
3. Rule of God, 2012

### Серия „Подравняване“ (Alignment)
1. Ingress (2013)
2. Federal City (2015)